# Muara Sindang (Kisam Ilir)
Muara Sindang is een bestuurslaag in het regentschap Ogan Komering Ulu Selatan van de provincie Zuid-Sumatra, Indonesië. Muara Sindang telt 868 inwoners (volkstelling 2010).